# Герб ЮАР
Национальный герб ЮАР представляет собой золотой щит с каймой цвета красной охры, на котором тем же цветом изображены два обращенных друг к другу человека, соединивших изогнутые в локте правые руки в приветствии.
Щит обрамлён двумя пшеничными колосьями и увенчан скрещёнными копьём и булавой knobkierie.
Над щитом пектораль, состоящая из девяти треугольников (1,3,5 — красный, зелёные между оранжевым, зелёный, оранжевый, чёрный, оранжевый, зелёный), соединённых в треугольник над пятью зелёными остриевидными фигурами, положенными веерообразно, между которыми ещё четыре песочных треугольника.
Над ней выходящая птица-секретарь с распростёртыми и воздетыми крыльями, над которой фигура, составленная из семи оранжевых гранёных остриевидных фигур, положенными веерообразно.
Композиция обрамлена снизу двумя парами бивней слона, соединённых зелёной лентой с девизом, начертанным на языке цъхам белыми буквами: «ǃKE E: IXARRA IIKE»

## Символика
Щит несет двойной смысл как средство идентичности нации и духовной защиты. Две человеческие фигуры в национальном стиле изображены в позе приветствия, символизирующей единство. Это также означает принадлежность к нации и, соответственно, к человечеству.
Копье и булава knobkierie символизируют защиту и власть. Фигура над щитом символизирует цветок протеи. Протея артишоковая (лат. Protea cynaroides) является национальным растением Южно-Африканской Республики.
Птица-секретарь характеризует рост и скорость. Мощная птица, чьи ноги изображены как копьё и булава, будучи прекрасным охотником на змей, символизирует в гербе защиту от врагов. Поднятые крылья — эмблема восхождения страны и одновременно покровительства, охраны. Восходящее солнце — эмблема блеска, возрождения, силы воли.
Щит окружён бивнями слонов, символизирующими мудрость, силу, умеренность и вечность. Пшеничные колосья служат эмблемой плодородия, а также символизируют идею прорастания, роста и возможности развития.
Девиз написан на исчезнувшем языке цъхам, относящемся к койсанским языкам, и в переводе обозначает: «Различные люди, объединяйтесь!», намекая на многонациональный состав жителей ЮАР.

## История герба
|  | Герб Южно-Африканского Союза 1910—1930 Герб ЮАС был впервые пожалован 17 сентября 1910 года. Он был составлен из фигур, взятых с гербов прежних английских колоний Мыса Доброй Надежды и Наталь и бурских Южно-Африканской Республики (африк. Zuid-Afrikaansche Republiek) и Оранжевого свободного государства (африк. Oranje-Vrijstaat), в результате Второй англо-бурской войны ставших британскими колониями и впоследствии вошедших в состав Союза. Щит рассечён и волнообразно пересечён. В первом червленом поле — серебряная женская фигура, символизирующая Надежду (Провинция мыса Доброй Надежды), правой рукой опирающаяся на серебряную скалу, левой рукой поддерживающая серебряный якорь; во втором золотом поле — два чёрных гну (Провинция Наталь), несущихся вправо; в третьем золотом поле — зелёное апельсиновое дерево (Оранжевое свободное государство) с плодами; в четвёртом зелёном поле — серебряная походная повозка (Провинция Трансвааль). Волнистая линия символизирует Оранжевую реку. Нашлемник с серебряно-червленым бурлетом представляет собой червленого льва, идущего настороже, правой передней лапой придерживающего связку из четырёх прутьев, символизирующих союз. Щит придерживают спрингбок (Колония Оранжевой реки) — справа и орикс (Колония мыса Доброй Надежды) — слева, стоящие на девизной ленте, девиз — EX UNITATE VIRES (с лат. — «В Единстве Сила»). Автор проекта герба — Артур Холландер (англ. Arthur Hollander). |
|  | Герб Южно-Африканского Союза 1930—1932 В 1930 году Геральдическая коллегия (англ. College of Arms) в Лондоне несколько дополнила предыдущий вариант герба. Отныне щит и щитодержатели располагались на основании в виде травяного холма. |
|  | Герб ЮАС 1932—1961 и ЮАР 1961—2000 21 сентября 1932 года герб был снова слегка дополнен. Над щитом появился шлем, с червленым на серебре намётом, а основание было дополнено цветками протеи. |